# Maratona de Berlim
Maratona de Berlim (atualmente BMW Berlin Marathon por razões de patrocínio) é uma corrida de 42,195 km disputada anualmente nas ruas de Berlim por milhares de corredores, normalmente no mês de setembro, aberta a atletas em geral, profissionais ou amadores, o que lhe dá a designação de corrida de massas.
Criada em 1974 por um grupo de atletas do clube SC Charlottemburg, sua primeira edição foi disputada por apenas 286 atletas, com um percurso quase integralmente dentro da floresta de Grunewald, uma área em volta de Berlim Ocidental. Hoje, depois de ganhar as ruas da cidade e do fim da divisão de Berlim, ela é uma maratona muito rápida e  de alto nível atlético, por ser disputada sob condições climáticas adequadas e num percurso plano, sem grandes elevações. Seus altos prêmios em dinheiro atraem anualmente alguns dos melhores maratonistas do mundo de ambos os sexos. Uma das maiores corridas de rua do mundo, em 2008 por exemplo ela teve a inscrição de 40 827 corredores de 107 países, 35 913 chegadas oficiais e mais de um milhão de espectadores nas ruas. Junto com outras cinco provas, ela forma a World Marathon Majors, um conjunto de importantes maratonas ao redor do mundo, que oferece 1 milhão de dólares em prêmios a serem divididos entre os principais competidores de elite, homens e mulheres, em cada uma delas.
O evento é dividido por dois dias de um fim de semana. No sábado, patinadores - cerca de 8 mil deles - cadeirantes, caminhantes, marchadores e ciclistas com deficiências que correm em bicicletas especiais, disputam uma prova no mesmo percurso e distância da maratona do dia seguinte. Uma corrida para crianças, com um décimo de distância da maratona - 4 219,5 m - também é disputada.
Em 2020 não foi realizada pela primeira vez devido a Pandemia de COVID-19 na Alemanha.
Em 2022 o queniano Eliud Kipchoge estabeleceu um novo recorde mundial para a distância nesta maratona, com a marca de 2:01:09, a décima-segunda vez que um recorde mundial foi batido em Berlim e o nono deles na prova masculina. Em 2023 ele se tornou o único corredor a vencê-la pela quinta vez e a etíope Tigst Assefa estabeleceu uma nova marca mundial de 2:11:53, quebrando em mais de dois minutos o recorde mundial feminino anterior.

## Percurso
Demarcado todo dentro da metrópole de Berlim, o percurso da prova começa e acaba próximo ao Portão de Brandemburgo. Por causa da divisão da cidade antes da reunificação da Alemanha, até 1989 ele era limitada à área de Berlim Ocidental. Na edição de 1990, após a queda do Muro, os atletas puderam finalmente atravessar Brandenburgo e a cidade unificada viu corredores passarem por suas duas metades. Um grande número de alemães que participou desta prova cruzou Brandenburgo com lágrimas nos olhos.
Atualmente, após deixar Brandemburgo, o percurso passa por Charlottenburg, contorna o Tiergarten e se dirige ao sul para Friedrichshain. Neste bairro, vira à oeste e passa através de Schöneberg para Steglitz e Zehlendorf, onde vira para o norte de volta em direção ao centro de Berlim. Contornando novamente Schöneberg, o percurso termina fazendo um círculo completo, atravessando novamente o Portão de Brandemburgo até a linha de chegada.

## Recordes mundiais
Treze recordes mundiais já foram quebrados na história desta maratona. No masculino, em 1998 o brasileiro Ronaldo da Costa cravou 2h06m05s para a distância e em 2003 o queniano Paul Tergat estabeleceu a marca de 2h04m55s, quebrada em 2007 pelo etíope Haile Gebrselassie com 2h04m26 e em 2008 com 2h03m59s. Em 2011, o recorde mundial masculino foi novamente quebrado, desta vez pelo queniano Patrick Makau,  com o tempo de 2h03m38s. Em 2013, o também queniano Wilson Kipsang quebrou a marca anterior de seu compatriota, completando a distância em 2h03m23s para novo recorde mundial. Em 2014, novamente o recorde foi batido, desta vez por Dennis Kimetto, com 2h02m57s, a primeira vez que a maratona foi corrida em menos de duas horas e três minutos. O segundo colocado, Emmanuel Mutai, também correu abaixo do antigo recorde, marcando 2h03m13s. Em 2018, o campeão olímpico Eliud Kipchoge estabeleceu uma nova marca, 2h01min39s, mais de um minuto inferior ao recorde anterior de Kimetto, e em 2022 a abaixou novamente, marcando 2h01min09s.
No feminino, ainda nos primórdios da maratona, em 1977, a pioneira fundista alemã Christa Vahlensieck foi a primeira a conseguir um recorde em Berlim, com o tempo de 2h34m48s. Depois, a queniana Tegla Loroupe marcou 2h20m43s em 1999  e a japonesa Naoko Takahashi, campeã olímpica em Sydney 2000, completou a distância em 2h19m46s em 2001, sendo a primeira mulher do mundo a correr a prova em menos de 2h20m. Em 2023, a etíope Tigst Assefa quebrou mais um recorde mundial feminino em Berlim, vencendo em 2:11:53, pulverizando em mais de dois minutos o recorde anterior.

## Vencedores
| Ano  | Atleta             | País          | Tempo   |
| ---- | ------------------ | ------------- | ------- |
| 2024 | Milkesa Mengesha   | Etiópia       | 2:03:17 |
| 2023 | Eliud Kipchoge     | Quénia        | 2:02:42 |
| 2022 | Eliud Kipchoge     | Quénia        | 2:01:09 |
| 2021 | Guye Adola         | Etiópia       | 2:05:45 |
| 2020 | não foi realizada  |               |         |
| 2019 | Kenenisa Bekele    | Etiópia       | 2:01:41 |
| 2018 | Eliud Kipchoge     | Quénia        | 2:01:39 |
| 2017 | Eliud Kipchoge     | Quénia        | 2:03:32 |
| 2016 | Kenenisa Bekele    | Etiópia       | 2:03:03 |
| 2015 | Eliud Kipchoge     | Quénia        | 2:04:00 |
| 2014 | Dennis Kimetto     | Quénia        | 2:02:57 |
| 2013 | Wilson Kipsang     | Quénia        | 2:03:23 |
| 2012 | Geoffrey Mutai     | Quénia        | 2:04:15 |
| 2011 | Patrick Makau      | Quénia        | 2:03:38 |
| 2010 | Patrick Makau      | Quénia        | 2:05:08 |
| 2009 | Haile Gebrselassie | Etiópia       | 2:06:08 |
| 2008 | Haile Gebrselassie | Etiópia       | 2:03:59 |
| 2007 | Haile Gebrselassie | Etiópia       | 2:04:26 |
| 2006 | Haile Gebrselassie | Etiópia       | 2:05:56 |
| 2005 | Philip Manyim      | Quénia        | 2:07:41 |
| 2004 | Felix Limo         | Quénia        | 2:06:44 |
| 2003 | Paul Tergat        | Quénia        | 2:04:55 |
| 2002 | Raymond Kipkoech   | Quénia        | 2:06:47 |
| 2001 | Joseph Ngolepus    | Quénia        | 2:08:47 |
| 2000 | Simon Biwott       | Quénia        | 2:07:42 |
| 1999 | Josephat Kiprono   | Quénia        | 2:06:44 |
| 1998 | Ronaldo da Costa   | Brasil        | 2:06:05 |
| 1997 | Elijah Lagat       | Quénia        | 2:07:41 |
| 1996 | Abel Antón         | Espanha       | 2:09:15 |
| 1995 | Sammy Lelei        | Quénia        | 2:07:02 |
| 1994 | António Pinto      | Portugal      | 2:08:31 |
| 1993 | Xolile Yawa        | África do Sul | 2:10:57 |
| 1992 | David Tsebe        | África do Sul | 2:08:07 |
| 1991 | Steve Brace        | Reino Unido   | 2:10:57 |
| 1990 | Steve Moneghetti   | Austrália     | 2:08:16 |
| 1989 | Gidamis Shahanga   | Tanzânia      | 2:10:11 |
| 1988 | Suleiman Nyambui   | Tanzânia      | 2:11:45 |
| 1987 | Suleiman Nyambui   | Tanzânia      | 2:11:11 |
| 1986 | Boguslaw Psujek    | Polónia       | 2:11:03 |
| 1985 | Jimmy Ashworth     | Reino Unido   | 2:11:43 |
| 1984 | John Skovbjerg     | Dinamarca     | 2:13:35 |
| 1983 | Karel Lismont      | Bélgica       | 2:13:37 |
| 1982 | Domingo Tibaduiza  | Colômbia      | 2:14:47 |
| 1981 | Ian Ray            | Reino Unido   | 2:15:42 |
| 1980 | Ingo Sensburg      | Alemanha      | 2:16:48 |
| 1979 | Ingo Sensburg      | Alemanha      | 2:21:09 |
| 1978 | Michael Spöttel    | Alemanha      | 2:20:03 |
| 1977 | Günter Mielke      | Alemanha      | 2:15:19 |
| 1976 | Ingo Sensburg      | Alemanha      | 2:23:08 |
| 1975 | Ralf Bochröder     | Alemanha      | 2:47:08 |
| 1974 | Günter Hallas      | Alemanha      | 2:44:53 |

| Ano  | Atleta              | País                 | Tempo   |
| ---- | ------------------- | -------------------- | ------- |
| 2024 | Tigist Ketema       | Etiópia              | 2:16:42 |
| 2023 | Tigst Assefa        | Etiópia              | 2:11:53 |
| 2022 | Tigst Assefa        | Etiópia              | 2:15:37 |
| 2021 | Gotytom Gebreslase  | Etiópia              | 2:20:09 |
| 2020 | não foi realizada   |                      |         |
| 2019 | Ashete Bekere       | Etiópia              | 2:20:14 |
| 2018 | Gladys Cheromo      | Quénia               | 2:18:11 |
| 2017 | Gladys Cheromo      | Quénia               | 2:20:23 |
| 2016 | Aberu Kebede        | Etiópia              | 2:20:45 |
| 2015 | Gladys Cherono      | Quénia               | 2:19:25 |
| 2014 | Tirfi Tsegaye       | Etiópia              | 2:20:18 |
| 2013 | Florence Kiplagat   | Quénia               | 2:21:13 |
| 2012 | Aberu Kebede        | Etiópia              | 2:20:30 |
| 2011 | Florence Kiplagat   | Quénia               | 2:19:44 |
| 2010 | Aberu Kebede        | Etiópia              | 2:23:58 |
| 2009 | Atsede Besuye       | Etiópia              | 2:24:46 |
| 2008 | Irina Mikitenko     | Alemanha             | 2:19:19 |
| 2007 | Gete Wami           | Etiópia              | 2:23:17 |
| 2006 | Gete Wami           | Etiópia              | 2:21:34 |
| 2005 | Mizuki Noguchi      | Japão                | 2:19:12 |
| 2004 | Yoko Shibui         | Japão                | 2:19:41 |
| 2003 | Yasuko Hashimoto    | Japão                | 2:26:32 |
| 2002 | Naoko Takahashi     | Japão                | 2:21:49 |
| 2001 | Naoko Takahashi     | Japão                | 2:19:46 |
| 2000 | Kazumi Matsuo       | Japão                | 2:26:15 |
| 1999 | Tegla Loroupe       | Quénia               | 2:20:43 |
| 1998 | Marleen Renders     | Bélgica              | 2:25:22 |
| 1997 | Catherina McKiernan | República da Irlanda | 2:23:44 |
| 1996 | Colleen De Reuck    | África do Sul        | 2:26:35 |
| 1995 | Uta Pippig          | Alemanha             | 2:25:37 |
| 1994 | Katrin Dörre        | Alemanha             | 2:25:15 |
| 1993 | Renata Kokowska     | Polónia              | 2:26:20 |
| 1992 | Uta Pippig          | Alemanha             | 2:30:22 |
| 1991 | Renata Kokowska     | Polónia              | 2:26:14 |
| 1990 | Uta Pippig          | Alemanha Oriental    | 2:28:37 |
| 1989 | Päivi Tikkanen      | Finlândia            | 2:28:45 |
| 1988 | Renata Kokowska     | Polónia              | 2:29:16 |
| 1987 | Kerstin Pressler    | Alemanha             | 2:31:22 |
| 1986 | Charlotte Teske     | Alemanha             | 2:32:10 |
| 1985 | Magda Ilands        | Bélgica              | 2:34:10 |
| 1984 | Ágnes Sipka         | Hungria              | 2:39:32 |
| 1983 | Karen Holdsworth    | Reino Unido          | 2:40:32 |
| 1982 | Jean Lochhead       | Reino Unido          | 2:47:05 |
| 1981 | Angelika Stephan    | Alemanha             | 2:47:24 |
| 1980 | Gerlinde Püttmann   | Alemanha             | 2:47:18 |
| 1979 | Jutta von Haase     | Alemanha             | 3:07:07 |
| 1978 | Ursula Blaschke     | Alemanha             | 2:57:09 |
| 1977 | Christa Vahlensieck | Alemanha             | 2:34:48 |
| 1976 | Jutta von Haase     | Alemanha             | 3:05:19 |
| 1975 | Christin Bochröder  | Alemanha             | 2:59:15 |
| 1974 | Jutta von Haase     | Alemanha             | 3:22:01 |

 = recorde mundial
 = recorde da prova 
Tempo em azul = recordes mundiais anteriores

## Vencedores por nações
| - Quênia - 19 - Etiópia - 8 - Alemanha - 7 - Reino Unido - 3 - Tanzânia - 3 - África do Sul - 2 - Dinamarca - 1 - Brasil - 1 - Portugal - 1 - Polónia - 1 - Espanha - 1 - Austrália - 1 - Bélgica - 1 - Colômbia - 1 | - Alemanha - 15 - Etiópia - 12 - Japão - 6 - Quênia - 6 - Polónia - 3 - Reino Unido - 2 - Bélgica - 2 - Hungria - 1 - Finlândia - 1 - África do Sul - 1 - Irlanda - 1 |

## Galeria

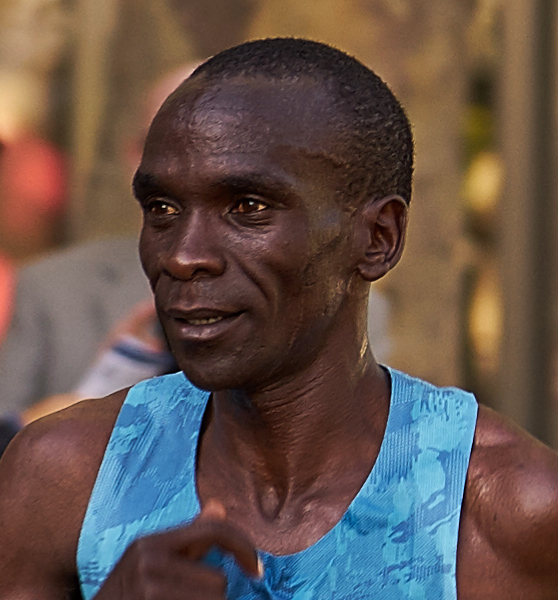
O queniano Eliud Kipchoge, pentacampeão e maior vencedor da prova.
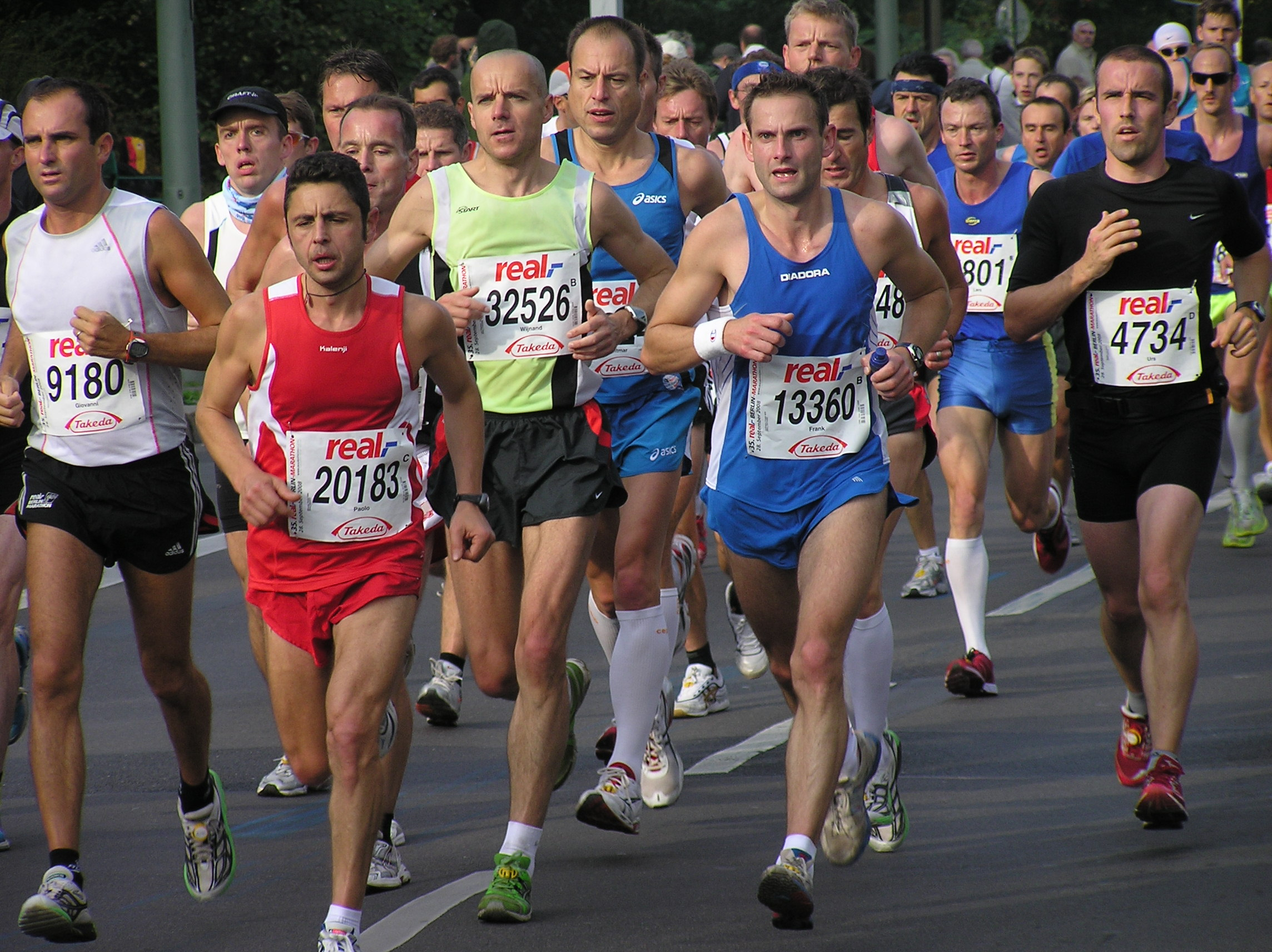
A massa anônima nas ruas de Berlim.
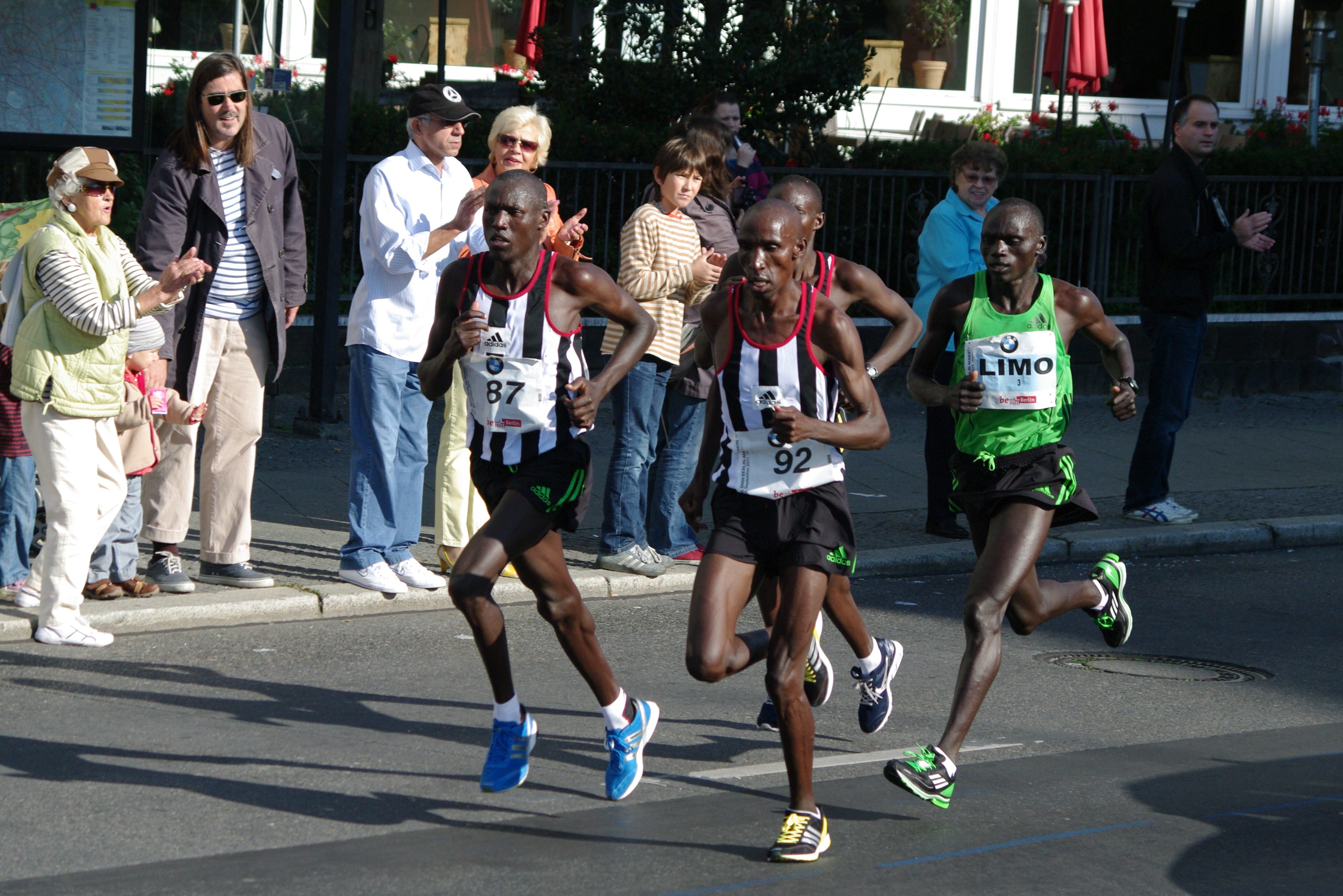
"Coelhos" com a tradicional camiseta listada preto-e-branco em 2011.
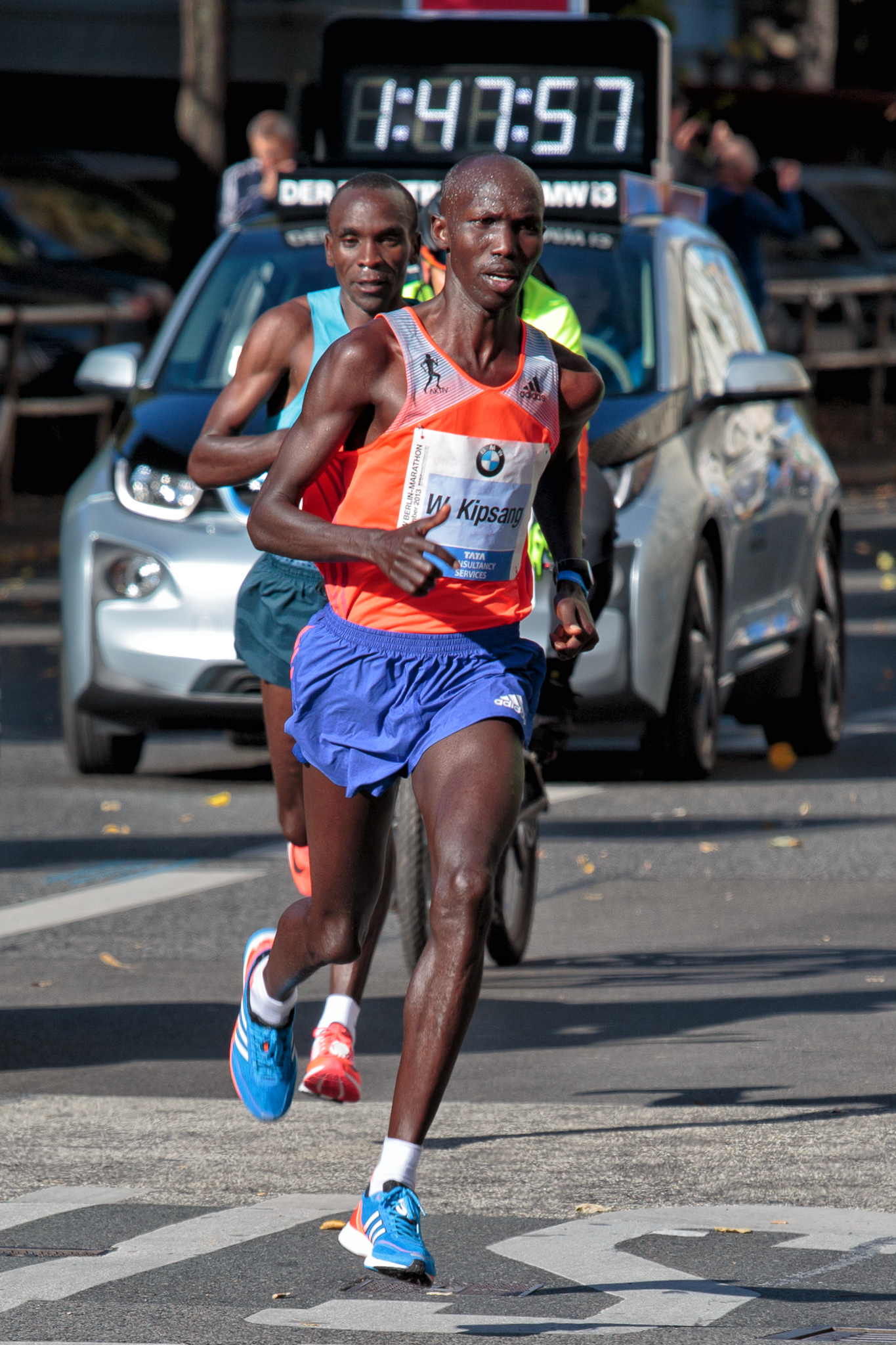
Wilson Kipsang, do Quênia, a caminho da vitória e do recorde mundial em 2013.
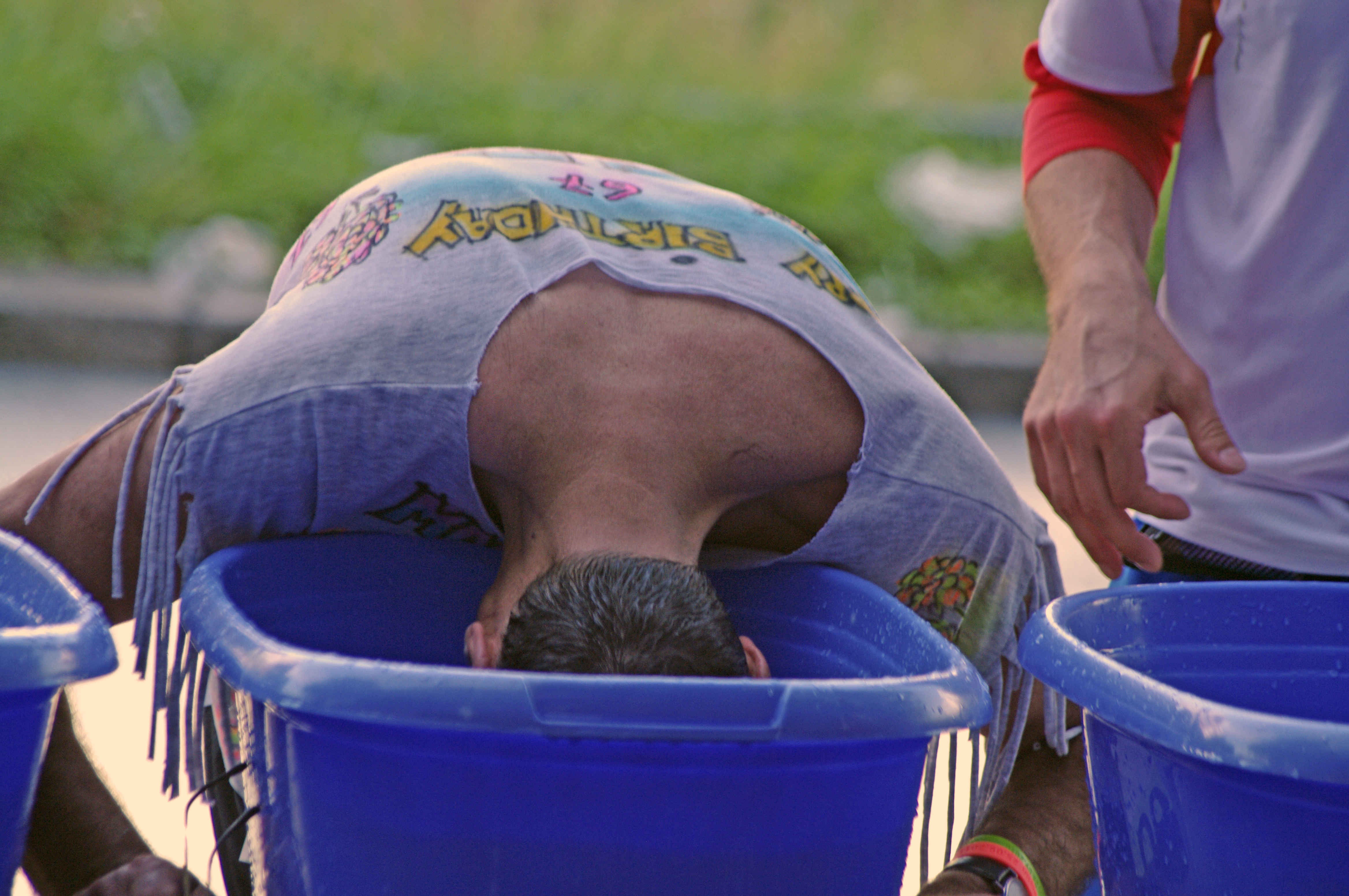
Corredor refresca a cabeça numa das tinas d'água ao longo do percurso.
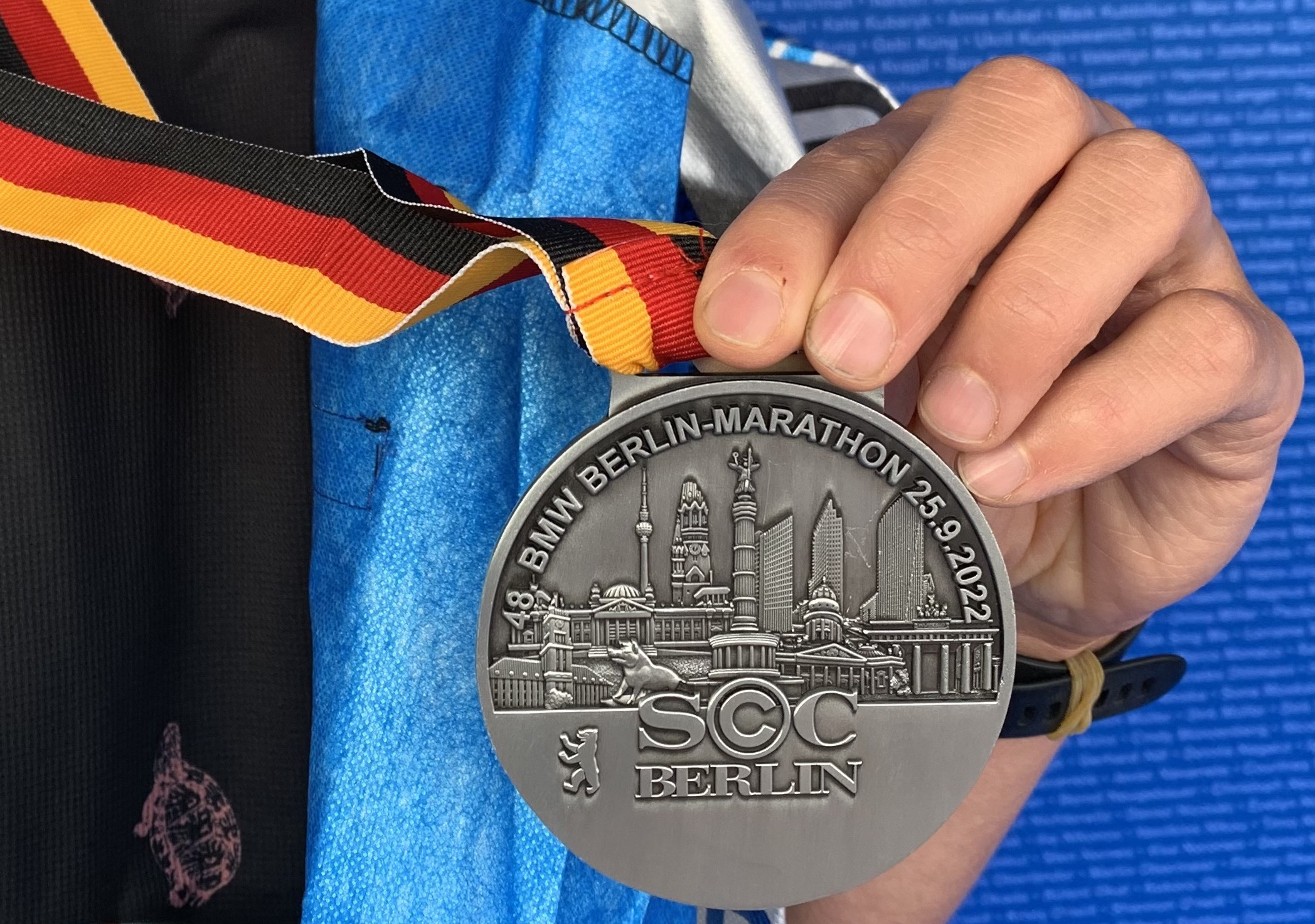
Medalha dada aos corredores que completaram a edição de 2022.
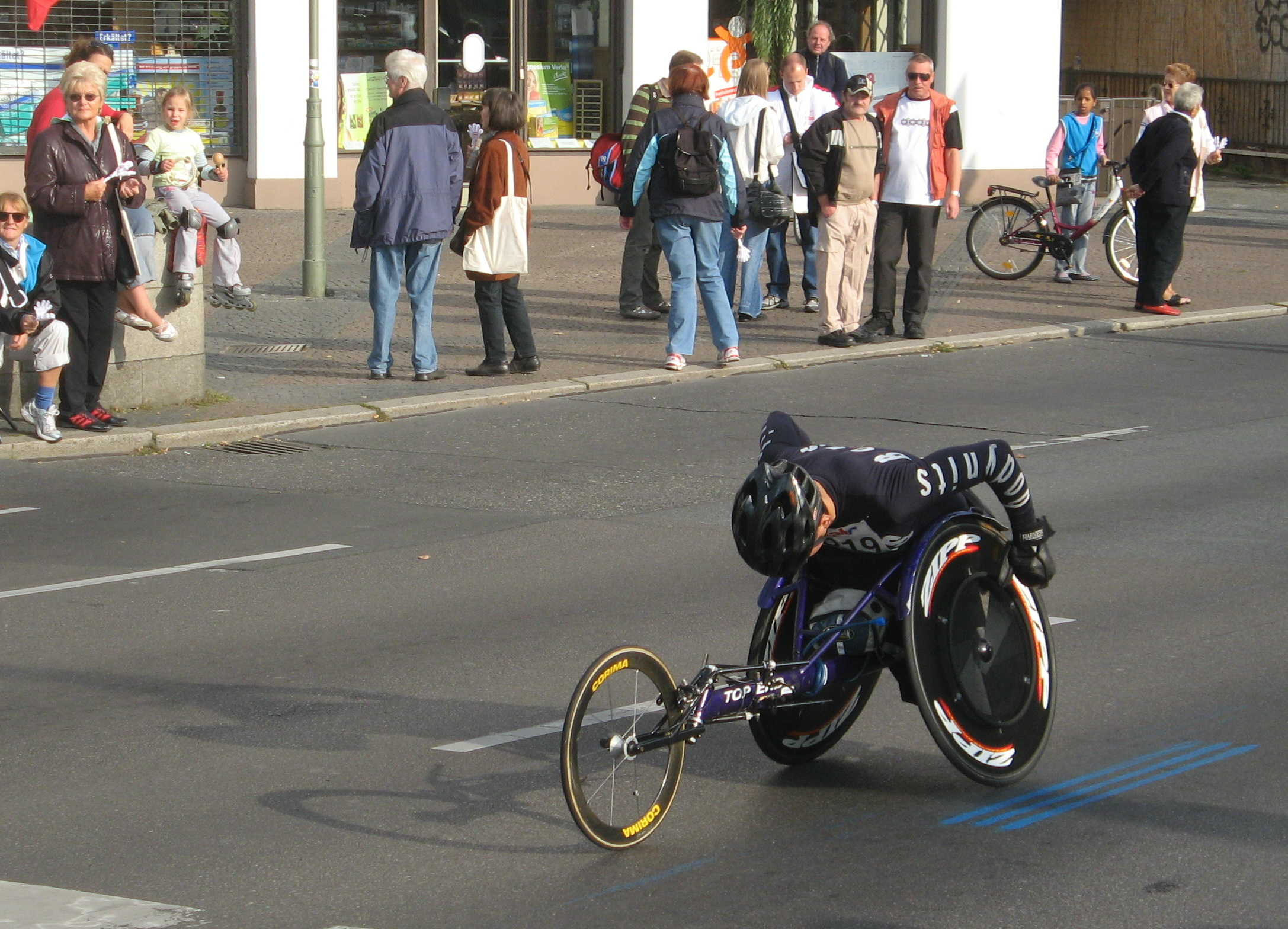
Atleta disputa a prova na categoria cadeirantes. Mais de uma centena deles disputa cada edição.
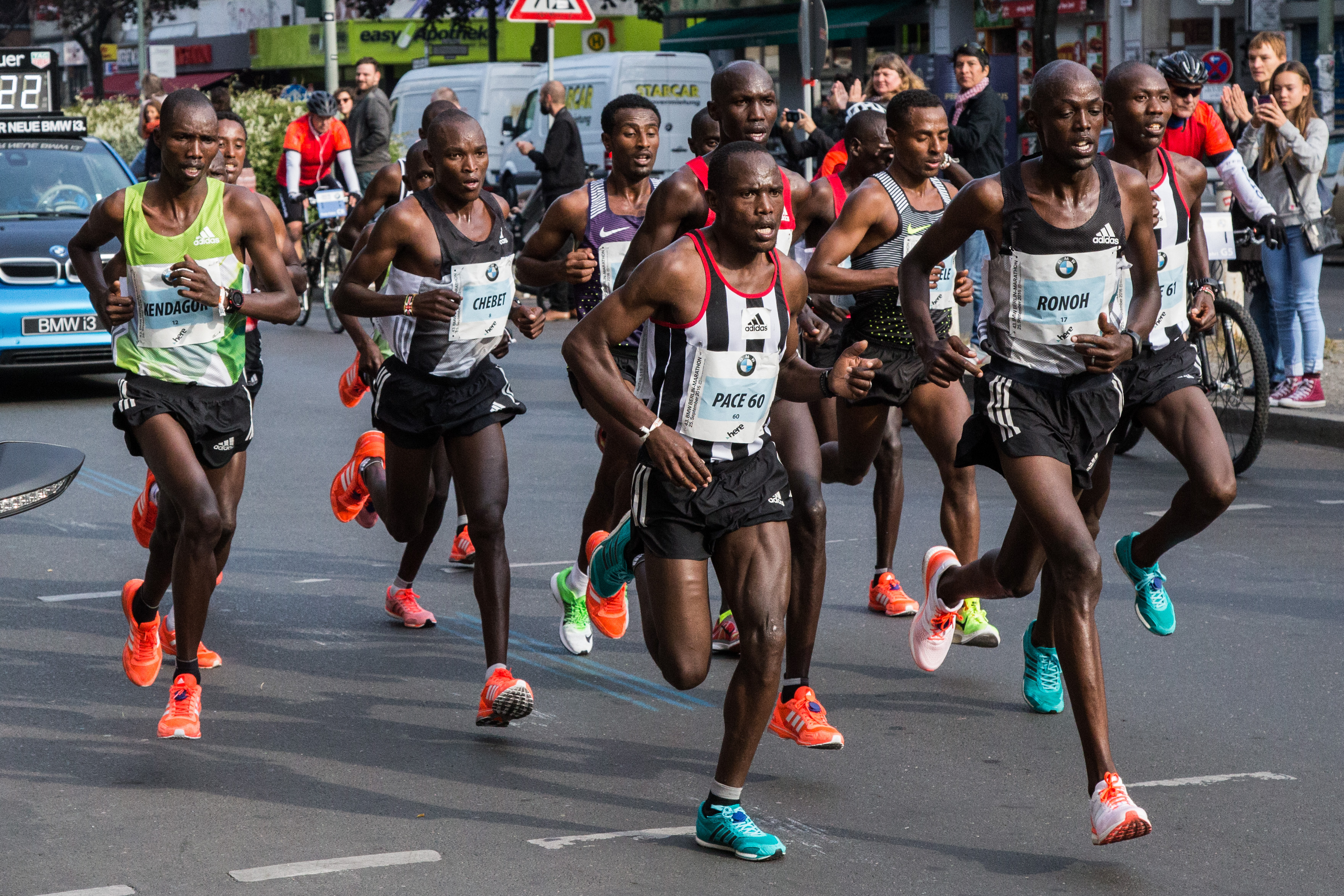
Os líderes da edição de 2016.